# Национальная служба в Израиле

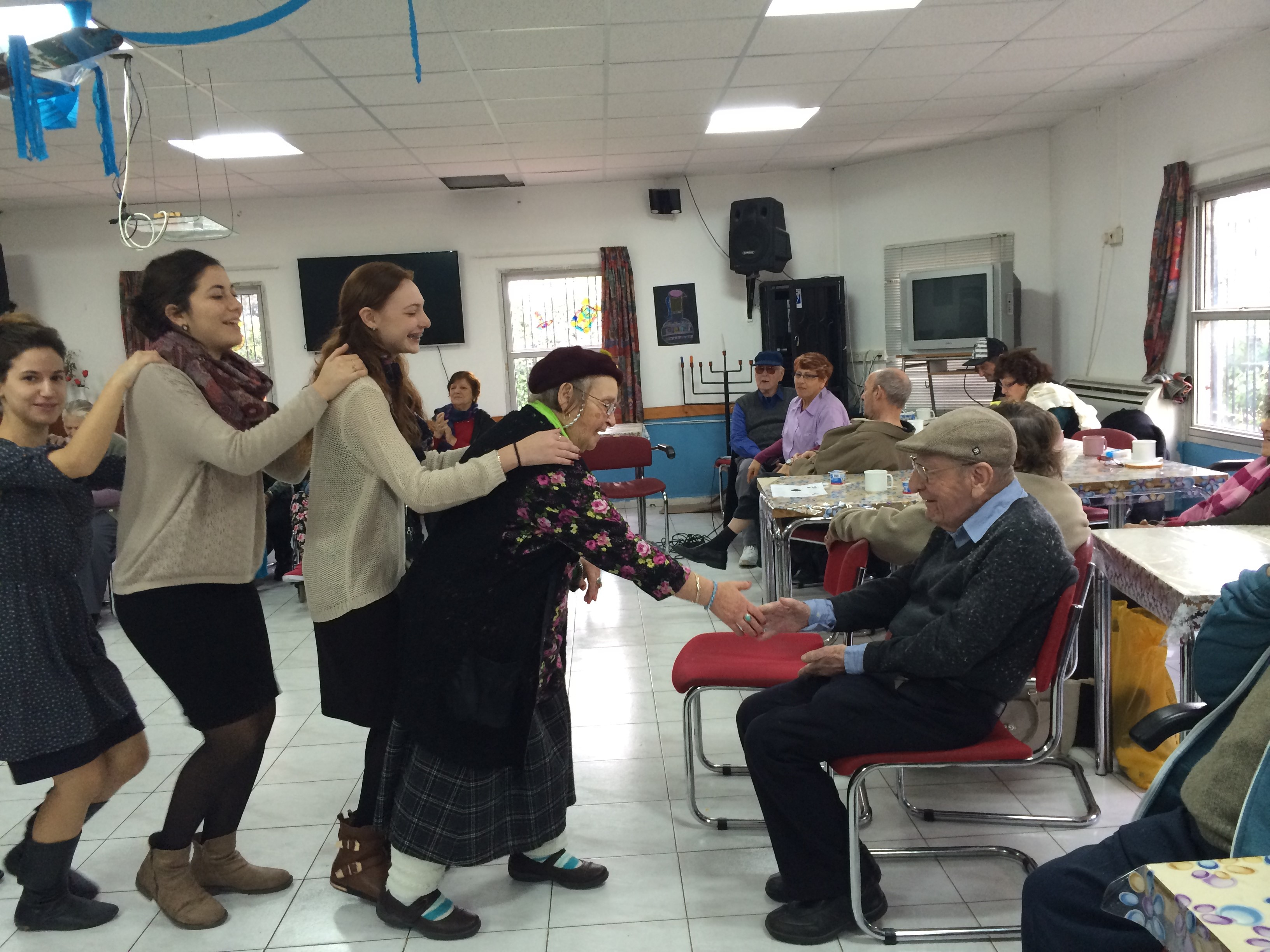
Девушки, работающие волонтёрами с пожилыми людьми в рамках национальной службы

Национальная служба или гражданская служба (ивр. שירות לאומי‎) — часто используемая замена военной службы в Израиле, которая в основном выполняются в сфере образования, медицины или социального обеспечения. Такие структуры обслуживания существуют в разных странах мира и, в частности, в Израиле.

## Аналогичная служба в разных странах мира
В некоторых странах мира, особенно в Европе, молодым гражданам предоставляется возможность отбывать общественные работы вместо службы в армии. Причинами этого обычно являются:
1. Вера в важность служения общественному благу как элемент развития гражданского сознания и социальной солидарности подростков.
2. Желание облегчить жизнь сообщества за счет предоставления недорогих услуг.
3. Отсутствие необходимости в призыве всех граждан государства в армию, когда нет угрозы государству.
4. Антимилитаристский подход, особенно в странах с большим военным прошлым.
5. Экономия бюджета за счет низкой стоимости национального стандарта обслуживания по сравнению с зарплатой работника.

В большинстве стран национальная служба длится дольше, чем военная служба, и это делается для поощрения вербовки, также часто невозможно избежать одновременно как военной службы, так и национальной службы, например, в Германии.

## Национальная служба в Израиле
Национальная служба в Израиле (также называемая государственной службой) заменяет службу в Армии обороны Израиля и регулируется «Законом о государственной службе» 2017 года, который касается любого гражданина Израиля мужского или женского пола, получившего освобождение от службы в ЦАХАЛ, за исключением студентов религиозных иешив.
По закону в Израиле любой гражданин или постоянный житель Израиля в возрасте от 18 до 24 лет (или до 27 лет, если он посещал специальное учебное заведение), получивший освобождение от военной службы или не призванный на регулярную службу, может добровольно пойти на национальную службу. По состоянию на 2021 год около 18 000 юношей и девушек идут добровольцами на национальную службу в Израиле. Добровольцы включают женщин и мужчин, в том числе евреев, арабов и лиц, освобожденных от призыва по разным причинам, например, по медицинским или религиозным причинам. Около половины добровольцев национальной службы в Израиле — девушки из национально-религиозного лагеря, освобожденные от службы в ЦАХАЛ по религиозным мотивам, около четверти из них — светские, около четверти — выходцы из арабских стран, около 8 процентов относятся к особым группам населения (волонтёры с инвалидностью, молодежь из групп риска и девушки, находящиеся в бедственном положении).
Управление национальной службой в Израиле осуществляется восемью ассоциациями (признанными органами): Ассоциация волонтёров, Бат Ами, Ассоциация социального равенства и национальной службы, Аминадав, Шель, Шломит, Офек и Хабур Хадаш. Ассоциации национальной службы несут ответственность за поиск кандидатов, размещение их в местах службы и сопровождение добровольцев во время службы. Государство осуществляет надзорные полномочия и всестороннее стратегическое планирование для всего субъекта службы через Управление государственной гражданской службы.
Ещё один уникальный трек национальной службы, предназначенный для кандидатов в иешивы, которые заявляют, что «их Тора — это их искусство». Эта служба закреплена в отдельном законе, Законе о национальной гражданской службе 2014 года, который призван создать путь для национально-гражданской службы для кандидатов в ешивы старше 21 года в качестве замены службы в ЦАХАЛ.

## История
Национальная (или гражданская) служба занимала общественность в Израиле, и особенно в Кнессете, с момента создания государства. В прошлом это было связано с идеологическим спором между религиозными и светскими людьми по вопросу о приеме на работу женщин в целом и об обязанности призыва молодых девушек добровольцами на государственную службу. В 2000-х годах были добавлены публичные дебаты о наборе представителей меньшинств на государственную службу вместо военной. Структуры национальной службы претерпевали процессы развития на протяжении многих лет до создания Управления гражданской национальной службы и создания Национальной службы.

### 1950-е годы
«Закон о военной службе 1949 года», принятый первым Кнессетом, регулировал обязанность военной службы для всех граждан Израиля, включая женщин. Под давлением религиозных партий в него был добавлен раздел, дающий министру обороны право освобождать от военной службы девушек, заявляющих, что по соображениям религии и совести они не могут служить. С этим освобождением пришла знаменитая «декларация» (которая существует до сих пор в не сильно изменившейся версии), согласно которой религиозные девушки освобождаются от регулярной службы.
Под давлением светских партий и после того, как стало ясно, что декларация используется чрезмерно и что ею пользуются и светские молодые женщины, Давид Бен-Гурион инициировал «Закон о национальной государственной службе 1953 года», который обязывает каждую девушку, получившую освобождение от Армии обороны Израиля проходить государственной службы Закон спровоцировал бурные протесты. После того, как ведущие раввины ультраортодоксальной общины, среди которых были Хазон Иш, раввин Иссер Залман Мельцер и даже раввин Яаков Моше Харальп, опубликовали возражения, один из величайших учеников раввина Кука, который даже заявил, что служба запрещена запретом «убивать и не крестить» (к ним присоединился и главный раввин того времени Ицхак Айзек Герцог).
Представители национальных религиозных партий (Мизрахи и Ха-поэль ха-мизрахи) проголосовали за закон только после того, как их заверили, что никаких подзаконных актов в закон добавляться не будет и он все равно не будет выполняться. Действительно, никаких правил не было принято, и закон не применялся в течение многих десятилетий спустя.

### 1960-е годы
В середине 1960-х годов подростки из религиозных средних школ центрального региона инициировали общественную дискуссию по вопросу о том, должны ли девушки служить на национальной службе. Конференцию вел Шауль Яалом, в то время 17-летний школьник, возглавлявший «Религиозный молодёжный парламент в Тель-Авиве». И в конце было принято решение: «Парламент требует национальной службы для девушек, не служащих в армии, призывает девушек идти на год службы и призывает к созданию органа, который будет руководить и организовывать сферы обслуживания и находиться под религиозным и гражданским надзором». После обсуждения летом 1965 года «Молодая смена» «МАФДАЛ» инициировала отъезд первой группы религиозных молодых женщин, окончивших среднюю школу, на год добровольной работы в городах развития на юге, неся звание «Национальная служба».
В последующие пять лет появились дополнительные группы, организованные под эгидой МАФДАЛ и других факторов — просветителей и частных организаций. В Хацор-ха-Глилит в 1970 году была даже создана мидраша для религиозных добровольцев, в которой участвовало 35 молодых верующих женщин. окончившие религиозные учебные заведения. Их возглавил раввин Авраам Бехаран .

### 1970-е годы
В 1971 году под давлением светских партий израильское правительство собралось для обсуждения реализации «Закона о национальной государственной службе» и приняло решение о создании государственного органа на испытательный срок, который набирал бы женщин-добровольцев и работал в координации с министерствами образования, здравоохранения и социального обеспечения (благосостояния). Решение вызвало сильную оппозицию в ультраортодоксальном секторе (ашкеназы и сефарды), представители которого выступали против любой службы религиозных девушек. В национально-религиозном лагере мнения разделились между теми, кто отрицает национальную службу в рамках правительственного закона, и теми, кто требует национальной и даже военной службы для каждой девушки.
После общественной борьбы, которая переросла в насилие, министр Михаэль Хазани из МАФДАЛ инициировал «обходной путь» к решению правительства — создание «османской ассоциации» (структура, которая предшествовала структуре сегодняшних ассоциаций), которая будет действовать как институционализированная и организованная структура национальной службы. Это был компромисс между сторонами в споре: создание общественного органа в духе решения правительства, но он будет действовать без государственного надзора, а под надзором представителей национально-религиозной общественности. Он поручил это своему помощнику, адвокату Дову Фроману, который подготовил план ассоциации и методы её работы и зарегистрировал её в Регистраторе ассоциаций в ноябре 1971 года. Объединение называлось: «Ассоциация волонтёрства с народом» и в списке его учредителей, его исполкома были общественные деятели всех фракций и течений религиозно-национального лагеря. Депутат Кнессета Това Санхадраи была назначена председателем исполнительного комитета.
С момента создания ассоциации и в течение примерно 25 лет она институционализировала национальную службу и сделала её неотъемлемой частью существования Израиля. В этот период среди религиозно-национального лагеря произошла трансформация: национальная служба стала выбором по умолчанию для девушек всего сектора.
Несмотря на то, что ассоциация действовала без государственного надзора, государственные учреждения де-факто признали прошедших национальную службу и предоставили им различные льготы, аналогичные правам отслуживших в армии.

### 1990-е годы
В середине 1990-х были созданы дополнительные ассоциации, которые управляли национальной государственной службой. После вмешательства Высшего суда справедливости государство начало назначать стандарты добровольцев дополнительным ассоциациям, в том числе ассоциации Шломит, которая набирала светских девушек и юношей, уволенных с военной службы, а также добровольцев из числа меньшинств.
В те годы в израильском обществе происходили изменения, среди которых снижение процента набора в армию, обращение нерелигиозных девушек и юношей к добровольному набору на национальную службу, создавалось общественное давление для открытия возможности национальной службы для всех граждан страны.

### 2000-е годы
С начала 2000-х годов в обществе ведется дискуссия о возможности открытия национальной службы для всех слоев населения Израиля, включая меньшинства. Самым известным оратором был Реувен Галь, который публиковал статьи об этом, а также организовывал конференции и инициировал обращения к правительствам Израиля. В результате государство создало ряд комитетов, в том числе Еврейский комитет, выводы которого были приняты израильским правительством в конце 2006 года, в центре внимания которых было открытие национальной службы для всех групп населения, освобожденных от военной службы, в том числе нерелигиозных девушек, юношей и арабов.
В 2007 году премьер-министр Эхуд Ольмерт инициировал создание «Управления национальной гражданской службы», которая станет основой для будущей государственной власти. Управление возглавил Реувен Галь. Через три года после создания инфраструктуры Галь ушел с поста директора и был заменен министром Шаломом Джарби, который продолжал развивать инфраструктуру до принятия Закона о государственной службе 2017 года, создания Управления и назначения его генеральным директором.
В эти годы возможности службы были расширены до всех слоев израильского населения. Интеграция этих слоев населения в национальную службу осуществлялась через различные ассоциации, в том числе Ассоциацию волонтёров (ОДД), Шломит, Бат-Ами и другие системы национальной службы. Кроме того, были открыты структуры, которые интегрируют арабское и друзское население в национальную службу. С 2000 года наблюдается постоянный и резкий рост числа представителей этнических меньшинств, проходящих национальную гражданскую службу. В 2010 году службу начали 1350 представителей меньшинств, юношей и девушек, по сравнению с примерно 100 в 2003 году.
В марте 2017 года Кнессет утвердил Закон о государственной службе, который впервые регулирует рамки и условия прохождения национальной/добровольческой службы от имени государства для тех, кто не проходит регулярную службу в Армии обороны Израиля (с за исключением получивших освобождение от службы по религиозным мотивам, которые включены в другой закон) Закон вступил в силу с 1 апреля 2018 года.
Закон гласит, что служба продлится от одного до двух лет, и её можно будет оказывать также в организациях по защите животных (включая зоопарки), в государственном архиве и в органах правительственной информации о правах и ответах на запросы населения, это в дополнение к внутренней безопасности, защите дома, здравоохранению, образованию, социальному обеспечению, безопасности дорожного движения, культуре и многому другому. Определение «волонтёрство сообщества» включено в закон, чтобы адаптировать его и к арабскому сектору. Также установлено, что волонтёр не будет занимать место или роль постоянных сотрудников. Волонтёрам не будут платить за службу, но они будут иметь право на карманные деньги для оплаты личных расходов, а в некоторых случаях даже на жилье. Волонтёры не будут участвовать в рамках службы в деятельности партийно-политического характера. Директор управления может уполномочить добровольцев выполнять часть национальной службы за пределами Израиля при условии, что они работают в сфере образования или в сфере поощрения репатриации.
Орган, который работает с добровольцами на государственной службе, будет ограничен в объёме других видов деятельности, чтобы они не превышали 20 процентов всех его занятий. Кроме того, такой орган не будет отрицать существование Государства Израиль как еврейского и демократического государства и не будет поддерживать терроризм. В законе говорится, что: «Независимо от того, является ли операционный орган, запрашивающий финансирование… органом, основная деятельность которого получает финансирование от иностранного политического субъекта, его запрос будет зависеть от получения одобрения министра». Закон предусматривает финансовые санкции для организаций, направляющих добровольцев на государственную службу, которые будут действовать в нарушение закона. За каждое нарушение орган будет оштрафован на 3000 шекелей.
По состоянию на 2019 год генеральным директором Управления является Реувен Пински.

### Национальное управление гражданской службы
В 2007 году в Министерстве социального обеспечения и благосостояния было создано Управление национальной гражданской службы. В январе 2008 года правительство приняло решение о передаче полномочий Национальной службы от Министерства благосостояния к канцелярии премьер-министра . В апреле 2009 года правительство в рамках коалиционного соглашения передало полномочия администрации Министерству науки и технологий, которое возглавил Даниэль Гершкович из партии «Еврейский дом». В 2008 году это управление стало Управлением национальной гражданской службы при Министерстве науки и технологий, отвечая как за старую национальную службу, так и за «национальную гражданскую службу» для студентов ешив. В 2013 году Национальная администрация государственной службы была передана Министерству экономики во главе с министром Нафтали Беннетом из партии «Еврейский дом», а затем Министерству по делам пожилых людей во главе с Ури Орбахом из партии «Еврейский дом». В 2015 году Управление государственной службы было передано Министерству сельского хозяйства во главе с министром Ури Ариэлем .С 2021 года полномочия были переданы Министерству по делам поселений под ответственность премьер-министра и министра, отвечающего за министерство Нафтали Беннетта .

### Органы, специализирующиеся на народонаселении
National Service Envelope — это программа сопровождения, поддержки и обогащения, предназначенная для того, чтобы максимизировать опыт службы добровольцев из особых групп населения (молодежь с ограниченными возможностями, молодежь из групп риска, девушки, находящиеся в бедственном положении, и арабская молодежь) и дать им возможность приблизиться к самореализации, социальная вовлеченности, образованию и занятости. В рамках программы добровольцы получают персональное руководство, групповую программу, направленную на подготовку к трудоустройству различными способами.

## Условия добровольца на национальной службе
Условия службы добровольцев на национальной службе регулируются Законом о национальной службе (Условия службы добровольцев на национальной службе) 1998—1998 годов. Национальная служба для девушек регулируется Положениями о национальном страховании (Девушки на добровольной национальной службе) 2002 года, в котором подробно описаны обязанности и права волонтёров. Национальная служба для юношей регулируется Законом о добровольной национальной службе (Экспериментальная программа для юношей) 2001 года и основана на правилах Национальной службы для девушек.
Продолжительность национальной службы может составлять один или два года и может быть прекращена в любое время. Однако, чтобы получить полные условия освобождения (например, грант на освобождение), нужно отработать один полный год.
Во время прохождения национальной службы доброволец получает экономическое вознаграждение в размере нескольких сотен шекелей. Волонтёры национальной службы получают полную компенсацию за проезд на автобусе во время службы, а с 1 января 2001 года они имеют право на бесплатный проезд на поездах израильских железных дорогах. Национальная служба предоставляет каждому волонтёру, проживающему на большом расстоянии от места несения службы, квартиру, в которой он может проживать во время службы.
По окончании национальной службы доброволец имеет право на льготы в соответствии с законом о демобилизованных солдатах, аналогичные льготам, предоставляемым тем, кто служил в то время в АОИ.

## Национально-гражданская служба для студентов иешив
Параллельно с национальной службой и отдельно от неё в последние годы существует трек «национально-гражданская служба» (ранее именуемая «гражданская служба»). Закон Таля позволял студентам иешив поступать на государственную службу вместо военной службы, и сегодня национально-гражданская служба регулируется Законом о национальной гражданской службе 2014 года, который был принят вместе с поправкой к Закону о службе безопасности, пришедший на смену Закону Таля.
Национально-гражданская служба с 1 июля 2014 года предлагается студентам иешив старше 21 года, служба в течение 30 часов в неделю в среднем в течение двух лет или 20 часов в неделю в среднем в течение трех лет. Также предлагается трек «служба гражданской безопасности», где вы служите в среднем 36 часов в неделю в течение двух лет.
Во втором полугодии 2015 года на национальную государственную службу поступил 421 служащий.

## Направления национальной службы
- Усиление преподавательского и вспомогательного персонала в школах и детских садах .
- Филиалы молодежных движений
- Перевод уроков иудаизма в светскую школу
- Помощь в больницах и поликлиниках
- Лечение людей с физическими и умственными недостатками
- Социальная помощь пожилым гражданам в рамках проекта «Вахадрат пней закан»
- Укомплектование колл-центров и машин скорой помощи в организации Маген Давид Адом
- Канцелярские должности в Моссаде, израильской полиции и Шабаке
- Служба в «зеленых организациях» (Управление природы и парков Израиля, Еврейский национальный фонд, Израильское общество охраны природы и Неот-Кдумим) в обучении, воспитании и надзоре по вопросам природы и экологии
- В центрах безопасности в Иудее и Самарии в составе «Цофат Еша»
- Экскурсоводы
- Офисная или канцелярская работа в различных местах, в том числе в больничной кассе, суде и различных общественных ассоциациях
- Национальная служба в диаспоре
- Центры еврейской идентичности[15]

Со временем народная служба развивалась и сегодня можно служить в других разнообразных сферах, от делопроизводства до воспитательной и сельскохозяйственной работы. Изменение также связано с активизацией различных ассоциаций, которые работают над продвижением услуги среди всего населения Израиля.

## Споры вокруг национальной службы
Есть ряд национально-религиозных раввинов (таких как раввин Залман Меламед и его сын раввин Элиэзер Меламед), которые рекомендуют девушкам бросить национальную службу, чтобы быстрее освоить профессию и создать семью, что эти раввины рассматривают как помощь людям Израиль больше, чем национальная служба.
Среди арабской общественности и её лидеров существует оппозиция инициативам национальной государственной службы для арабов на том основании, что она является «прямым оружием оккупационной армии» и наносит ущерб идентичности арабской молодежи как части национального меньшинства.
Прямые расходы на содержание дочерней национальной службы, включая прямые выплаты ей и расходы на её сопровождение Национальной ассоциацией службы, составляют 27 700 шекелей в год, что составляет примерно 2300 шекелей в месяц. Адвокат Амнон де Хартох утверждал, что расходы на члена национальной службы, прослужившего два года, а затем проработавшего на государственной службе, например, учителем, в течение 35 лет (включая потерю налоговых платежей за те два года, в течение которых она работала не работа), эквивалентно 5500 шекелей в месяц службы, без учёта стоимости сопутствующей ассоциации Хартох завершает свою статью вопросом: «Стоит ли отказываться от всего этого?».
После операции «Нерушимая скала» летом 2014 года, когда усилилась общественная критика левых ассоциаций, таких как «Бецелем " и «Шоврим штика», большая часть бюджета которых поступает из зарубежных стран, а их деятельность воспринималась как антиизраильская, министры в правительстве инициировали решение об отказе этих ассоциаций в национальных стандартах обслуживания. Решение отменила заместитель генерального прокурора Дина Зильбер . После этой отмены правительство начало законодательный процесс, который отказывает некоммерческим организациям, чей бюджет поступает в основном от иностранных политических образований и организаций, которые отрицают существование Государства Израиль как еврейского и демократического государства или поддерживают терроризм . 22 марта 2017 года этот закон был принят во втором и третьем чтении.